# Í
Í (miniskule í) je písmeno latinky. Nazývá se I s čárkou. Nachází se v české, slovenské, maďarské, islandské, tatarské a faerské abecedě. Tato podoba tohoto písmene se užívá také v katalánštině, irštině, okcitánštině, portugalštině, španělštině, galicijštině, navažštině a vietnamštině. Dříve se písmeno používalo i v grónštině, kde zapisovalo dnešní krátké i před dvěma stejnými souhláskami (např. Ikkatteq se psal jako Íkáteq), ale po změně grónského pravopisu v roce 1973 se toto písmeno v grónštině již prakticky nepoužívá.[zdroj⁠?!]